# Sốc nhiễm khuẩn
Sốc nhiễm khuẩn (tiếng Anh: Septic shock, hay còn gọi là nhiễm trùng toàn thân, shock nhiễm trùng) là một tình trạng y tế có khả năng gây tử vong khi xuất hiện nhiễm trùng huyết, tổn thương nội tạng (đa tạng) trong quá trình phản ứng với nhiễm trùng, dẫn đến tụt huyết áp nguy hiểm và có nhiều bất thường trong việc chuyển hóa tế bào.